# أبو طيلون رث
أبو طيلون الرث أو مقرقاع أو قرقدان أو ريش الديب (باللاتينية: Abutilon pannosum) نوع نباتي ينتمي إلى جنس أبو طيلون من الفصيلة الخبازية.

## الموئل والانتشار
موطنه بلاد الشام ومصر والمغرب العربي.وشبه الجزيرة العربية

## مرادفات للاسم العلمي
- (باللاتينية: Sida pannosa G. Forst.)
- (باللاتينية: Abutilon glaucum (Cav.) Sweet)
- (باللاتينية: Abutilon muticum (DC.) Sweet)